# Ken Wallace
Kenneth Maxwell „Ken“ Wallace, OAM (* 26. Juli 1983 in Gosford) ist ein australischer Kanute.

## Karriere
Ken Wallace nahm an drei Olympischen Spielen teil. Seine erste Teilnahme erfolgte anlässlich der Olympischen Spiele 2008 in Peking, bei denen er in zwei Wettbewerben im Einer-Kajak antrat. Über 1000 Meter belegte er im Vorlauf zunächst den zweiten Rang, im anschließenden Halbfinale schaffte er es mit einer Zeit von 3:33,255 Minuten auf den ersten Platz seines Laufs. Im Finale gelang Wallace mit 3:27,485 Minuten die drittschnellste Zeit hinter Tim Brabants aus Großbritannien und dem Norweger Eirik Verås Larsen, womit er sich die Bronzemedaille sicherte. Auf der 500-Meter-Strecke wurde er wie schon über 1000 Meter Zweiter seines Vorlaufs, während er im Halbfinale nur Dritter wurde, was aber dennoch den Einzug in den Endlauf bedeutete. Nach 1:37,252 Minuten Rennzeit überquerte Wallace die Ziellinie als Erster und wurde vor dem Kanadier Adam van Koeverden mit 0,38 Sekunden Vorsprung sowie dem Briten Tim Brabants mit 0,42 Sekunden Vorsprung Olympiasieger.
Bei den Olympischen Spielen 2012 in London ging Wallace zusammen mit David Smith im Zweier-Kajak auf der 1000-Meter-Distanz an den Start. Sie verpassten als Zweite ihres Vorlaufs die direkte Qualifikation für das Finale, gelangten aber als Zweite ihres Halbfinallaufs noch in den Endlauf. Dort belegten sie mit einer Laufzeit von 3:11,456 Minuten den vierten Platz und verpassten mit einem Rückstand von 1,3 Sekunden auf die drittplatzierten Deutschen Andreas Ihle und Martin Hollstein knapp einen Medaillengewinn. In derselben Disziplin trat Wallace auch bei den Spielen 2016 in Rio de Janeiro, diesmal aber mit Lachlan Tame. Mit über sieben Sekunden Rückstand wurden sie hinter den Serben Marko Tomićević und Milenko Zorić im Vorlauf Zweite. In ihrem Halbfinallauf gelang ihnen mit 3:16,635 Minuten die schnellste Rennzeit aller im Halbfinale startenden Teams und erreichten dadurch den Endlauf. Im Finale waren sie mit 3:12,593 Minuten nochmals schneller, wobei sowohl die Deutschen Max Rendschmidt und Marcus Gross als auch Tomićević und Zorić vor den Australiern das Ziel erreichten. Der dritte Platz bedeutete für Wallace und Lachlan der Gewinn der Bronzemedaille. Wallace gehörte außerdem zur Besetzung des australischen Vierer-Kajaks. Mit diesem wurde er im Vorlauf zunächst Dritter, ehe er im Halbfinale mit ihm den ersten Platz belegte. Im Finale blieben ihnen mit einer Laufzeit von 3:06,731 Minuten ein Medaillengewinn knapp verwehrt, als sie mit einem Rückstand von 1,6 Sekunden auf tschechischen Vierer nur den vierten Platz belegten.
Zahlreiche Erfolge gelangen Wallace auch bei Weltmeisterschaften. In verschiedenen Disziplinen sicherte er sich insgesamt sechsmal den Titelgewinn, dreimal die Silbermedaille und einmal die Bronzemedaille. Letztere war sein erster Medaillengewinn bei Weltmeisterschaften, der ihm 2009 in Dartmouth im Einer-Kajak auf der 500-Meter-Strecke glückte. 2010 wurde er in Posen erstmals Weltmeister, als er auf der 5000-Meter-Langstrecke den ersten Platz belegte. Diesen Titel gewann Wallace 2013 in Duisburg erneut. Außerdem schloss er das Rennen im Einer-Kajak über 1000 Meter auf dem zweiten Platz ab. Ein Jahr darauf verteidigte er in Moskau seinen Titel auf der 5000-Meter-Distanz, während er im Zweier-Kajak über 1000 Meter mit Lachlan Tame Zweiter wurde. Noch erfolgreicher verliefen die Weltmeisterschaften 2015 in Mailand. Neben dem erneuten Titelgewinn im Einer-Kajak über 5000 Meter siegte er mit Lachlan Tame im Zweier-Kajak auch im Rennen über 500 Meter. Auf der 1000-Meter-Strecke belegten Wallace und Tame wie schon im Vorjahr den zweiten Platz. Seine letzte Weltmeisterschafts-Medaille sicherte sich Wallace 2017 in Račice u Štětí mit dem Titelgewinn im Vierer-Kajak über 1000 Meter.
Für seine Verdienste im Kanusport erhielt er die Medal of the Order of Australia.